# Rózsa Vitál
Rózsa Vitál János (1881-ig Rosenberki; Pápa, 1857. február 18. – Zalaapáti, 1930. december 19.) bencés rendi áldozópap és főgimnáziumi tanár.

## Élete
1875. augusztus 29-én lépett a bencés rendbe és 1880. szeptember 24-én miséspappá szentelték fel. Egy évig volt hitszónok Pannonhalmán, 1881-ben Komáromban, majd ismét Pannonhalmán. 1888-tól az esztergomi főgimnázium tanára, ahol görög és latin nyelvet oktatott, egyszersmind a felső osztályok hitszónoka volt. Komáromba visszatérve a gimnázium igazgatója lett, majd 1912-től Zalaapáti perjel volt.
Az Esztergom-vidéki Régészeti és Történelmi Társulat első titkára, ilyen minőségben az évkönyvek szerkesztője. A Műemlékek Országos Bizottságának levelező tagja.

## Elismerései
- Vöröskereszt hadiékítményes II. osztályú díszjelvénye

## Művei
- 1893 Υμνις εορταιος. Esztergom. (XIII. Leó pápa 50 éves püspöki jubileumára, görög költemény)
- 1894 Horatius satirái. ford. és magyarázta. Pozsony. (Tanulók Könyvtára 61., 63., 69.)
- 1896 Egyházi beszéd szent Imre herczeg ünnepén. Esztergom.
- 1900 Ünnepi beszéd a kereszténységnek 19 százados, a magyar kereszténység és királyság 9 százados évfordulója alkalmával az esztergomi kath. körben 1900. okt. 14. tartott ünnepélyen.

Cikkei a Magyar Sionban (1895. Lakatos Ottó szent beszédeinek birálata); az Esztergom és Vidékében (1897 Esztergom monographiája; 1903 XIII. Leó); az Esztergom-vidéki Rég. és Tört. Társulat Évkönyvében (1900 Esztergom rövid története); az Esztergomban (1900 Vörösmarty Mihály emlékezete); az Esztergomi Lapokban (1901 Az aradi vértanúk; 1905 A bál) jelentek meg, és több szent beszédet írt a Szent Gellért ifjúsági hitszónoklati folyóiratba (1902–1905.)